# Ottho Gerhard Heldring

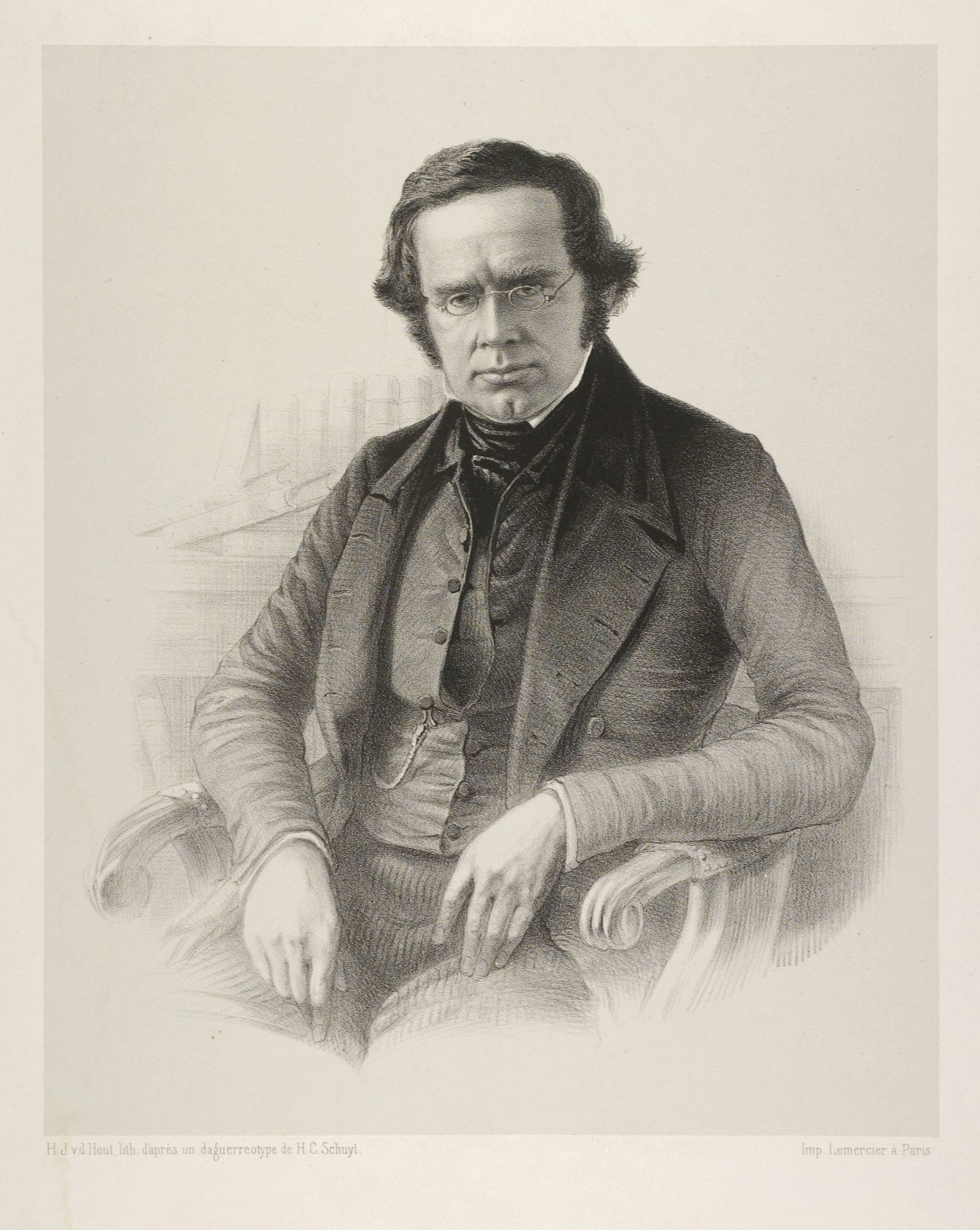
Ottho Gerhard Heldring

Ottho Gerhard Heldring (* 17. Mai 1804 in Zevenaar; † 11. Juli 1876 in Marienbad (Österreich-Ungarn)) war ein niederländischer reformierter Geistlicher und Autor. Er gehörte zu den Führern der Erweckungsbewegung (Het Réveil 1815–1865) in den Niederlanden.

## Leben und Werk
Heldring studierte ab 1820 in Utrecht und wurde 1827 Pfarrer in Hemmen. Dort wirkte er im Sinne der Erweckungsbewegung für die Innere Mission. Unter anderem gründete er 1848 in Steenbeek bei Hemmen ein Heim für „Gefallene Mädchen“, dem er bald ähnliche Einrichtungen folgen ließ. Auf seinen Einfluss geht auch die Gründung eines „Magdalenenasyls“ in Boppard zurück, aus dem die Stiftung Bethesda-St. Martin hervorging. Er war auch Direktor der von ihm gegründeten Heldring-Anstalten, einer philanthropischen Organisation in Zetten. Hier gründete er auch 1864 die erste niederländische Schule für Lehrer.
In Hoenderloo ließ er eine Schule und einige Jahre später eine Kirche bauen, und er war einer der Initiatoren einer Institution für benachteiligte Jungen (der Vorläufer der heutigen Hoenderloo-Gruppe). Seiner philanthropischen Arbeit, mehr noch als der Literatur und Wissenschaft, widmete er einen Großteil seines Lebens. Er starb im Marienbad in Böhmen am 11. Juli 1876.
Er war der geistige Vater des "Gelderschen Volks-Almanach" und lieferte von 1835 bis 1847 Beiträge im Liemers-Dialekt dazu unter dem Pseudonym Meister Maorten Baordman. Darüber hinaus schrieb er Beiträge zu "Magdalena, Evangelisch Jaarboekje, uitgegeven ten behoeve van het Asyl Steenbeek" (veröffentlicht 1853–1890), "Bethel, Christelijke Stads- en Dorps-Almanak" (1864–1874) und "Het Zettensch Dorpskronykske" (Zetten, 1868). Er war Redakteur von "De Vereeniging, Christelijke stemmen" (Amsterdam 1850).
Mit Lublink Weddik gab er "Waarheid en gevoel in 't leven" (Amsterdam 1837) heraus und mit Christianus Petrus Eliza Robidé van der Aa "De Volksbode" (Amsterdam 1839–1847). Er verfasste auch Erzählungen, Übersetzungen usw.

## Familie
Heldring war mit Anna Elisabeth Deuffer Wheel (1873-1807) verheiratet. Sie hatten zwei Töchter und fünf Söhne. Zwei Söhne waren Prediger, unter ihnen Louis (1852-1923), der reformierter Pfarrer in Amsterdam war und Gertrude Margaret van Eeghen (1851-1941) heiratete, die Tochter von Christiaan Pieter van Eeghen. Sein Sohn Balthasar war Bankier. Heldring ist der Großvater der Bildhauerin Margot Hudig-Heldring und des niederländischen Journalisten Jerome Louis Heldring.

## Literatur

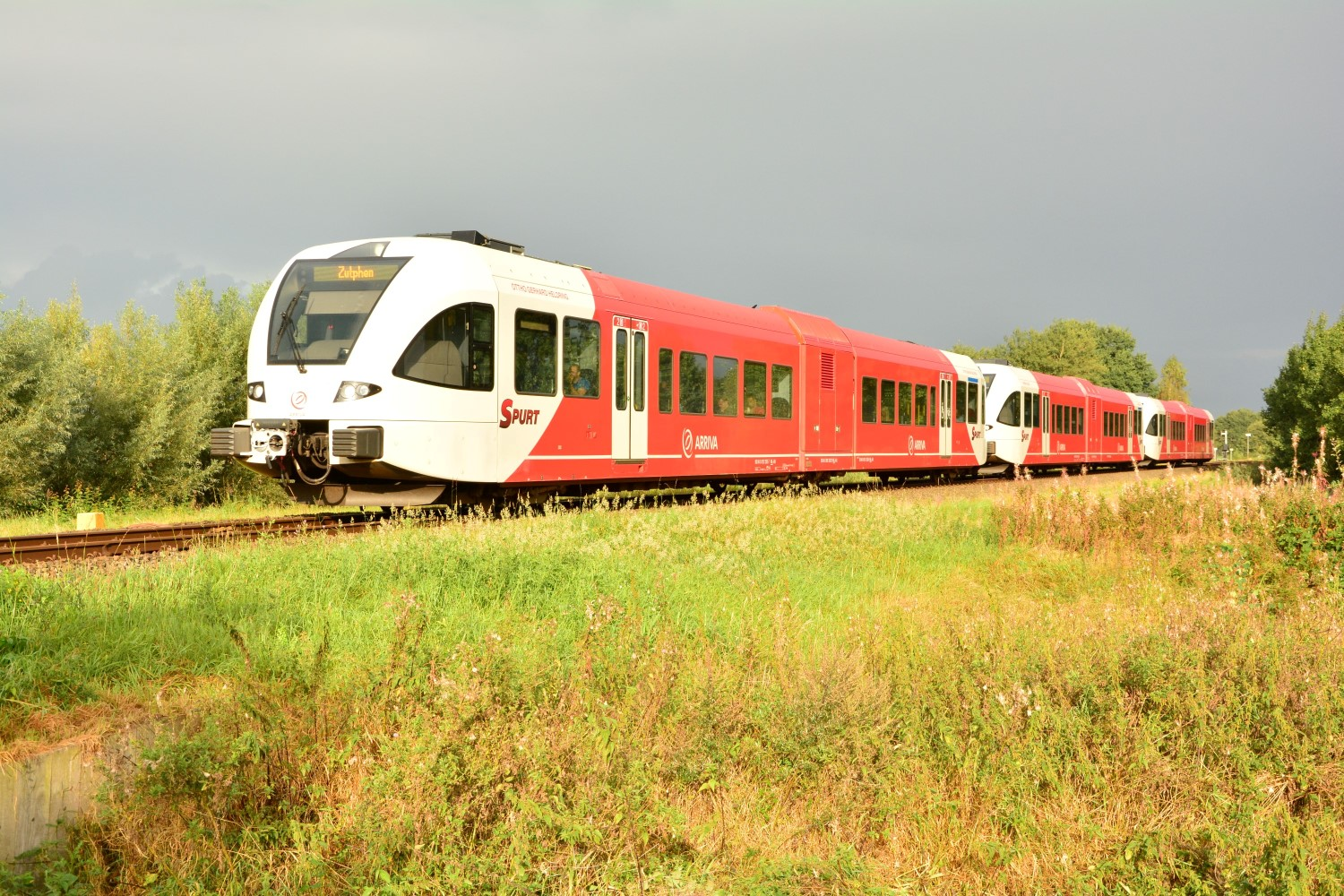
Arriva 10252 'Ottho Gerhard Heldring'